# Vlagyimir Alekszandrovics Vojevodszkij
Vlagyimir Alekszandrovics Vojevodszkij, oroszul: Владимир Александрович Воеводский (Moszkva, 1966. június 4. – New Jersey, USA, 2017. szeptember 30.) orosz matematikus. 2002-ben az algebrai varietások homotópiás elméletének kidolgozásában és a motivikus kohomológia megfogalmazásában végzett munkájáért elnyerte a Nemzetközi Matematikai Unió négyévente kiadott Fields-érmét.

## Fontosabb művei
- Cycles, transfers, and motivic homology theories (2000, Andrej Szuszlinnal és Eric M. Friedlanderrel)
- Lectures on Motivic Cohomology (2006)

## Díjai
- Fields-érem (2002)